# U-Bahn-Station Vorgartenstraße

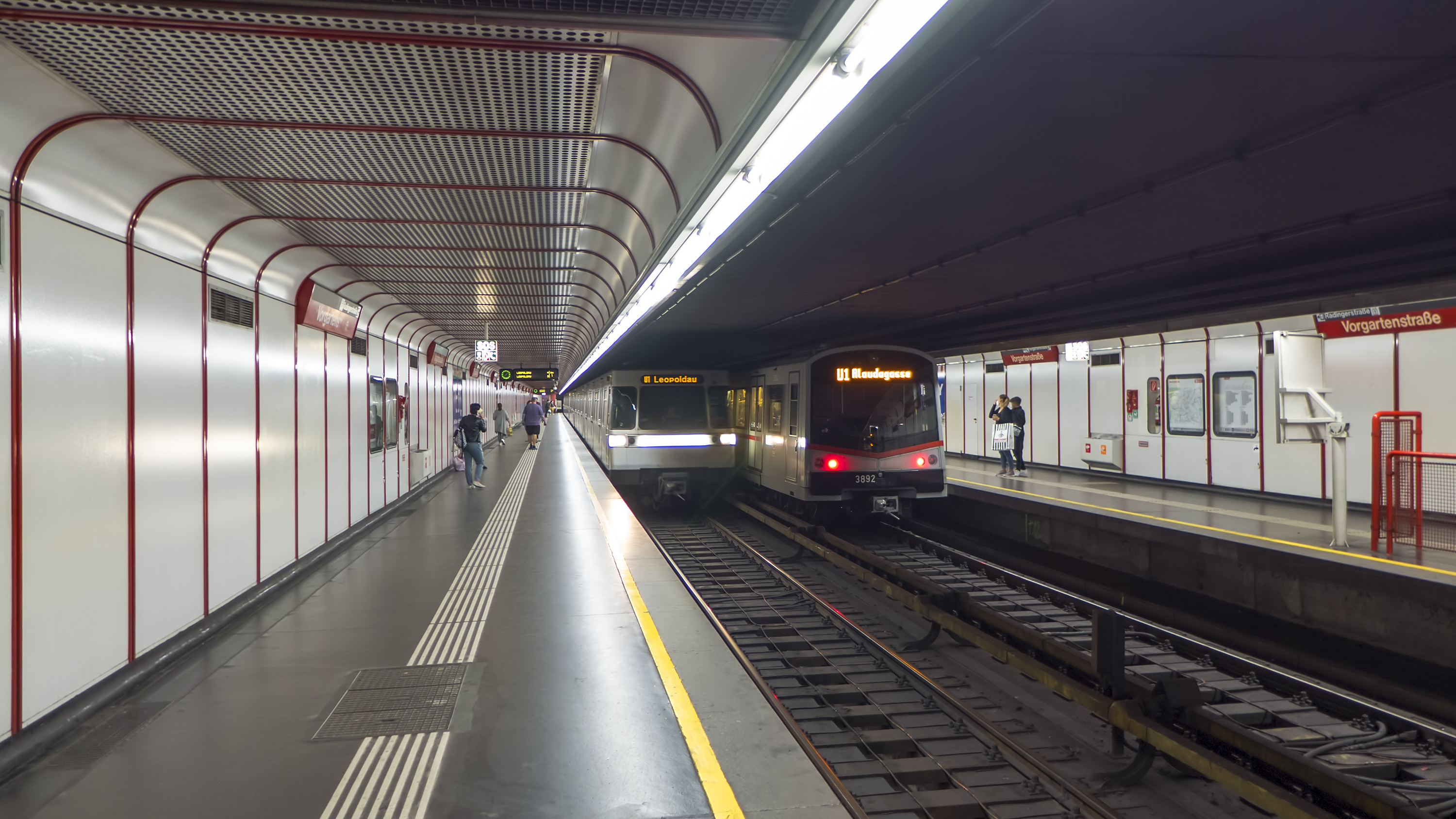
Bahnsteig mit Zügen der Typen U und V

Die unterirdische Station Vorgartenstraße der Wiener U-Bahn-Linie U1 im 2. Wiener Gemeindebezirk Leopoldstadt wurde am 3. September 1982 eröffnet. Sie liegt direkt unter der Lassallestraße und erstreckt sich zwischen Radingerstraße und Vorgartenstraße. Namensgeber ist die 1903 benannte Vorgartenstraße, deren größtenteils spätgründerzeitliche Häuser meist einen für Wien sonst eher untypischen Vorgarten aufweisen.
Die Station liegt direkt unter der Oberfläche, da die U1 unmittelbar nördlich in Hochlage auf der Reichsbrücke die Donau quert. Aufgrund der geringen Tiefenlage werden beide Seitenbahnsteige über separate Zugänge direkt von der Oberfläche erschlossen. Von ihnen führen im Nordosten die Ausgänge mittels fester Stiegen (d. h. nicht barrierefrei) zur Vorgartenstraße hinauf, die Südwestausgänge auf die Radingerstraße, wo sich auch Aufzüge befinden. An der Kreuzung Vorgartenstraße/Lassallestraße befinden sich auch die Haltestellen der Autobuslinien 11A und 11B, die für den Umstieg in beide Fahrtrichtungen der U1 jeweils eine separate Haltestelle einhalten. Die Buslinie 82A überquert die Lassallestraße über die Harkortstraße (südwestlich parallel zur Radingerstraße). Die Station ist mit einer öffentlichen Toilettenanlage ausgestattet. In unmittelbarer Nähe befinden sich der Vorgartenmarkt, der Mexikoplatz sowie das Schifffahrtszentrum am Handelskai. Sie ist auch die nächstgelegene Station für die Teile des Nordbahnviertels rund um den Rudolf-Bednar-Park.
Die Fertigstellung des Baus einer neuen Straßenbahnlinie mit der Nummer 12 welche aus Richtung Franz-Josefs-Bahnhof kommend über die S-Bahn Station Traisengasse zur Station Vorgartenstraße verlaufen wird, ist für Ende 2025 vorgesehen.

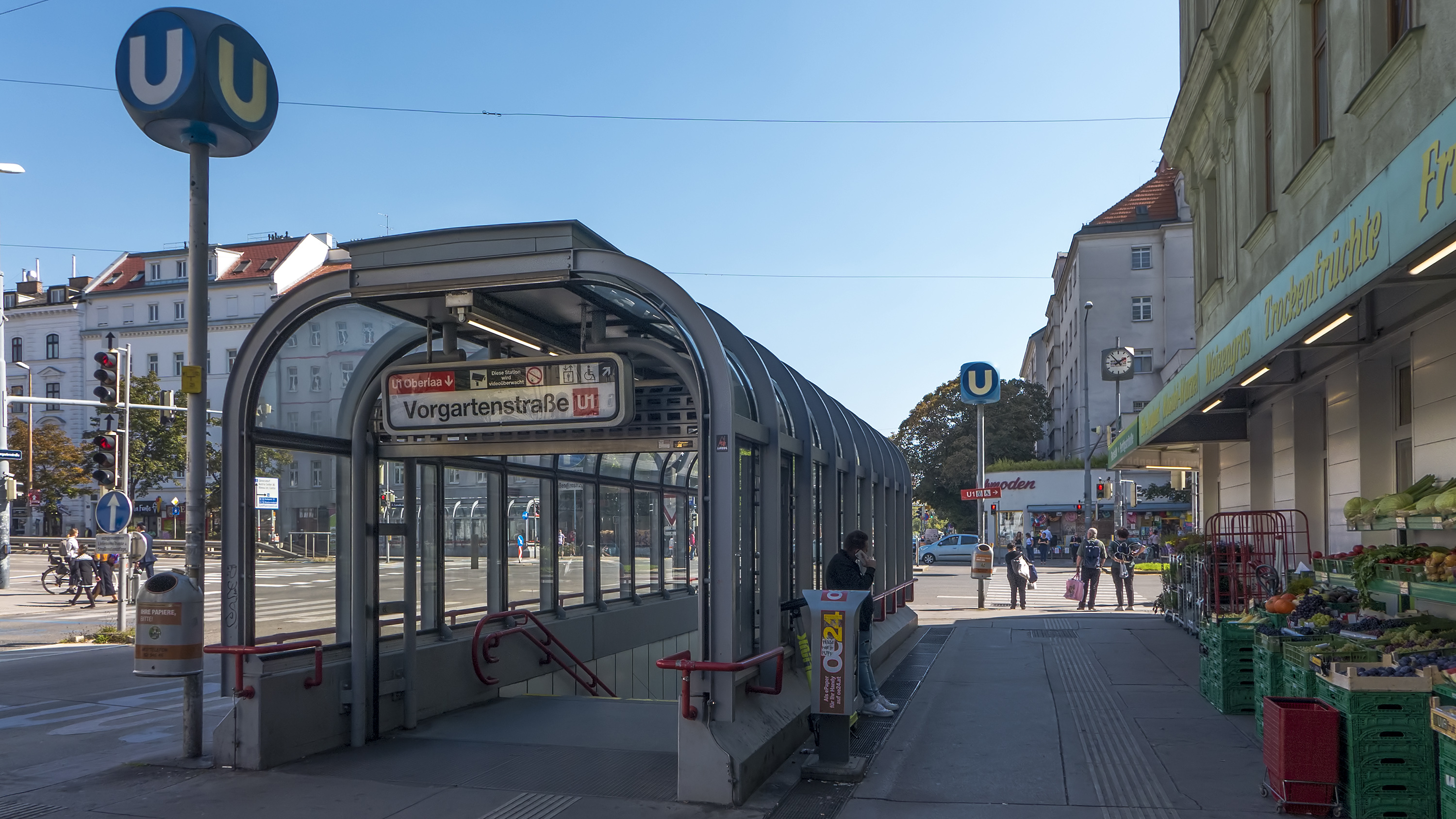
Ausgang Lasallestraße
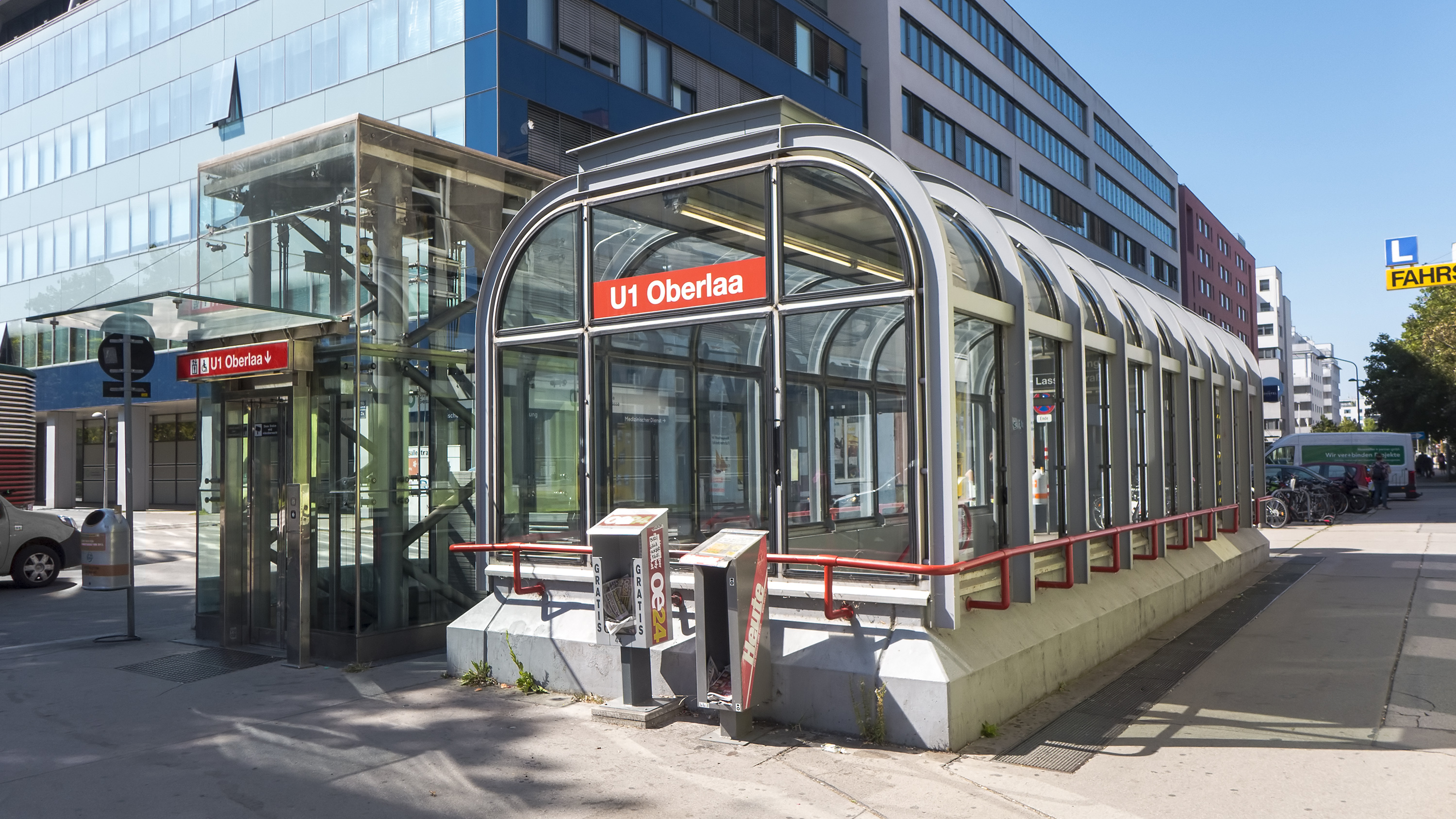
Ausgang Radingerstraße
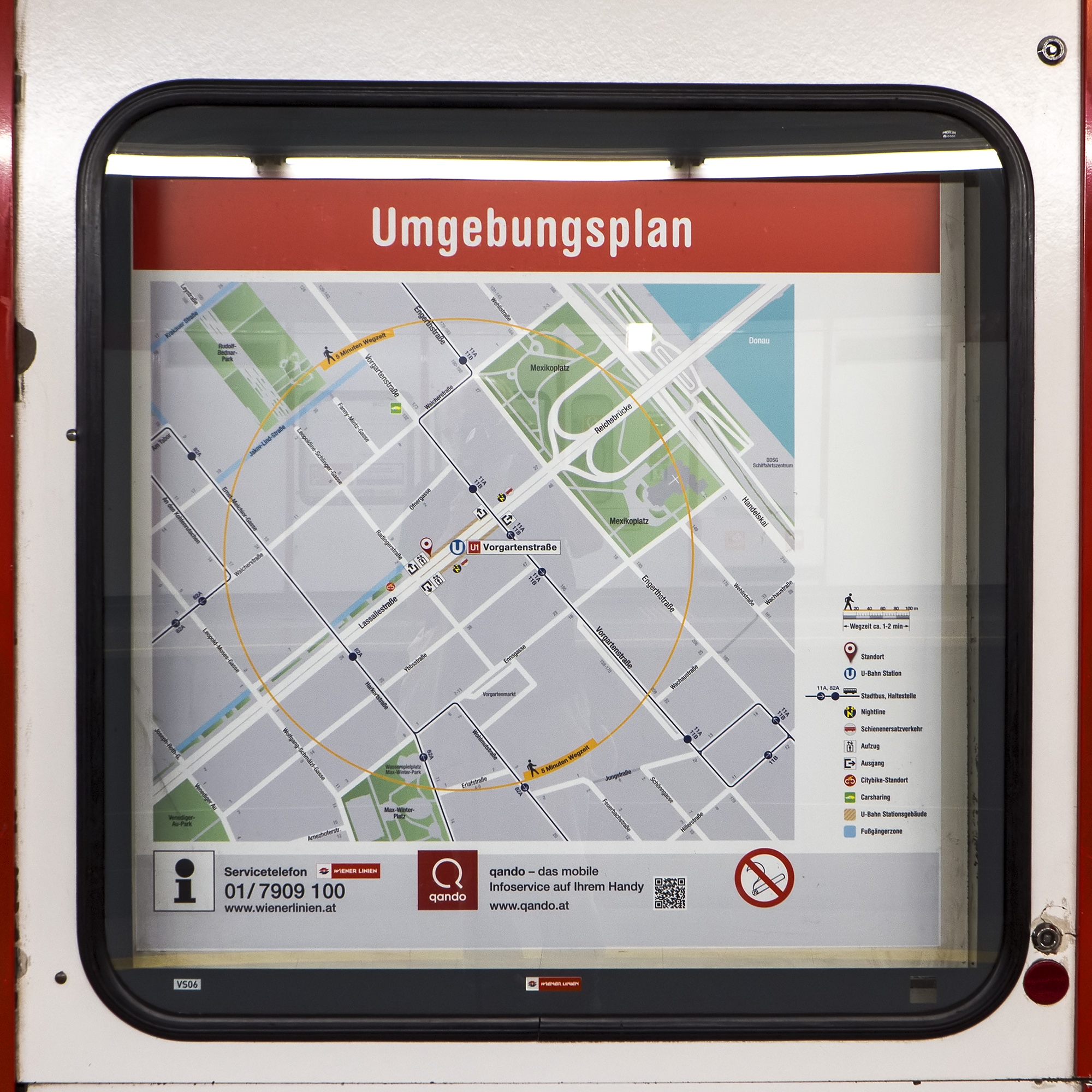
Umgebungsplan